# Ламаш-де-Орелян
Ламаш-де-Орелян (порт. Lamas de Orelhão; МФА: [ˈɫɐ.mɐʒ dɨ o.ɾɨ.ˈʎɐ̃w]) — парафія в Португалії, у муніципалітеті Мірандела. Розташована в північно-східній частині країни, на теренах історичної португальської провінції Трансмонтана. Входить до складу округу Браганса. За адміністративним поділом, чинним до 1976 року, терени парафії були складовою провінції Трансмонтана і Верхнє Дору. Належить до Брагансько-Мірандської діоцезії Католицької церкви. Патрон — Святий Хрест. Площа — 19,2218 км². Населення — 394 ос. (2011). Слабо урбанізований регіон. Густота населення — 20,5 осіб/км²
. Код — 040718.

## Населення
| Кількість мешканців | Кількість мешканців | Кількість мешканців | Кількість мешканців | Кількість мешканців | Кількість мешканців | Кількість мешканців | Кількість мешканців | Кількість мешканців | Кількість мешканців | Кількість мешканців | Кількість мешканців | Кількість мешканців | Кількість мешканців | Кількість мешканців |
| ------------------- | ------------------- | ------------------- | ------------------- | ------------------- | ------------------- | ------------------- | ------------------- | ------------------- | ------------------- | ------------------- | ------------------- | ------------------- | ------------------- | ------------------- |
| 1864                | 1878                | 1890                | 1900                | 1911                | 1920                | 1930                | 1940                | 1950                | 1960                | 1970                | 1981                | 1991                | 2001                | 2011                |
| 473                 | 561                 | 513                 | 509                 | 634                 | 262                 | 472                 | 640                 | 798                 | 623                 | 466                 | 686                 | 594                 | 462                 | 394                 |